# Anna Jøsendal
Anna Langås Jøsendal, född 29 april 2001, är en norsk professionell fotbollsspelare som sedan 2024 spelar klubbfotboll för Stockholmsklubben Hammarby Fotboll (damer). Hon spelar också för Norges landslag. Innan övergången till Hammarby spelade hon för den norska storklubben Rosenborg och dessförinnan för Avaldsnes.

## Klubbkarriär
- Avaldsnes (2017–2021)
- Rosenborg BK Kvinner (2022–2023)
- Hammarby (2024–)